# Aconurella sibirica
Aconurella sibirica är en insektsart som beskrevs av Lethierry 1888. Aconurella sibirica ingår i släktet Aconurella och familjen dvärgstritar. Inga underarter finns listade i Catalogue of Life.